# 浅井慎平
浅井 慎平（あさい しんぺい、本名: 浅井 愼平、1937年7月1日 - ）は、日本の写真家である。
写真のほかにも映画撮影、音楽、コメンテーター、クイズ解答者としてのテレビ出演、俳句など広い分野にわたって活動している。海岸美術館館長、大阪芸術大学大学院教授。芸能事務所三桂所属。

## 経歴
愛知県瀬戸市出身。4歳から名古屋市中区大須で育つ。私立南山中学校男子部・愛知県立旭丘高等学校卒。1960年（昭和35年）、早稲田大学政治経済学部政治学科中退。
1966年（昭和41年）、ビートルズの来日時には行動に密着して作られた写真集『ビートルズ東京 100時間のロマン』でメジャーデビュー。写真家としてはほかに三和酒類の麦焼酎いいちこの広告写真、「VAN JACKET」ハウザースポーツポスター、「JANTZEN」の水着のポスターなど、多くの新聞・雑誌広告やポスターの作品があり、1981年（昭和56年）には「PARCO」のCF・ポスター・新聞・雑誌広告により東京アートディレクターズクラブ最高賞を受賞している。
1977年（昭和52年）6月21日、自身がジャマイカで録音した波の音のみで構成されたアルバム『波〜サーフ・ブレイク・フロム・ジャマイカ』がCBSソニーから発売され、オリコンLPチャート最高19位、5万枚を売り上げた。小島豊美は本作のヒットに触発され、東芝EMIに『眠れる夜 あなたに代ってひつじを数えます』（松武秀樹）の企画を持ち込んだという。
1982年（昭和57年）、タモリが主演した映画『キッドナップ・ブルース』では、脚本、監督、撮影、照明の四役を一人でこなし注目された。
1984年（昭和59年）10月14日から1994年（平成6年）9月25日までの間、クイズ番組『象印クイズ ヒントでピント』（テレビ朝日）に男性軍キャプテンとしてレギュラー出演。同番組の「16分割クイズ」においては、発想力を発揮してわずか1枚開いただけで正解に導くことが多々あり「16分割の鬼」と言われた。
1991年（平成3年）5月には千葉県安房郡千倉町（現・南房総市）に美術館 「海岸美術館」を設立、同館長に就任している。
1998年（平成10年）より翌年まで、欽ちゃんの全日本仮装大賞での審査員長を務めた。
2012年（平成24年）1月には中京都の中京独立戦略本部本部員に就任。
俳人としても活動しており、これまでに数冊の句集を出しているほか、俳句コンテストの選者なども務めている。2015年（平成27年）には投句「青き川祖国に流れ足の裏」により、第22回西東三鬼賞（津山市主催）を受賞した。
「世田谷・九条の会」呼びかけ人を務めている。また『サンデーモーニング』では政治的発言も多い。
弟は陶芸家の浅井純介（早稲田大学教育学部卒）。息子は陶芸家、ミュージシャンの浅井竜介（早稲田大学文学部卒）。竜介とは2002年（平成14年）、「世代を越えて残る音楽を作り、伝えるチーム」としての音楽レーベルBACIO RECORDSをプロデュース。自身の作品の発表も行い「大人が創る新しいスタンダード」作りを行っている。

## 著書

### 単行本
- 気分はビートルズ（1976年）
- カメラはスポーツだ フットワークの写真術（1977年）
- ISLANDS（角川書店（1978年）ISBN 978-4-04-851035-6）
- 九月の珊瑚礁（1979年）
- 浅井慎平・人と作品（1979年）
- キッドナップ・ブルース（新潮社（1982年）ISBN 978-4-10-344201-1）
- Winds collection（サンリオ出版（1983年）ISBN 978-4-387-83050-4）
- 風の中の少女たち When I was young（ワニブックス（1983年）ISBN 978-4-584-20055-1）
- Water hyacinth 浅井慎平写真集（群雄社出版（1984年）ISBN 978-4-87617-052-4）
- 84ブラザーカップ新体操写真集 浅井 慎平（日本文化出版（1984年）ISBN 978-4-931033-44-3）
- 食物（柴田書店（1985年）ISBN 978-4-388-35144-2）
- 原色スポーツ図鑑（文春文庫（1985年）ISBN 978-4-16-730104-0）
- 猫たちよ!（サンリオ出版（1986年）ISBN 978-4-387-86048-8）
- SHADOW 壜のなかの青い晩夏（サンリオ出版（1986年）ISBN 978-4-387-86147-8）
- 遥かな青い水（PHP研究所（1990年）ISBN 978-4-569-52765-9）
- 花 浅井慎平写真集（サンリオ出版（1991年）ISBN 978-4-387-90249-2）
- 二十世紀最終汽笛（東京四季出版（1993年）ISBN 978-4-87621-634-5）
- 城景 TIME‐MACHINE STATION（PHP研究所（1995年）ISBN 978-4-569-54788-6）
- 銀河鉄道「水族館」駅 浅井 慎平（誠文堂新光社（1997年）ISBN 978-4-416-89744-7）
- 銀河鉄道「植物園」駅 浅井 慎平（誠文堂新光社（1997年）ISBN 978-4-416-89774-4）
- HOBO SHIMPEI’S GEOGRAPHIC（PHP研究所（1997年）ISBN 978-4-569-55777-9）
- セントラルアパート物語（集英社（1997年）ISBN 978-4-08-774277-0）
- 銀河鉄道「動物園」駅 浅井 慎平（誠文堂新光社（1998年）ISBN 978-4-416-89816-1）
- 早稲田界隈（大和出版（2000年）ISBN 978-4-8047-6078-0）
- 通り過ぎた町（PHP研究所（2001年）ISBN 978-4-569-61524-0）
- 原宿セントラルアパート物語（幻冬舎（2002年）ISBN 978-4-344-40189-1）
- 写文集・風の中の島々（山と渓谷社（2004年）ISBN 978-4-635-77020-0）
- 巴里の仏像（NTT出版（2007年）ISBN 978-4-635-77020-0）
- ポートレートの向こう側（白水社（2007年）ISBN 978-4-560-03161-2）
- 反・鈍感力（朝日新聞社（2007年）ISBN 978-4-02-273176-0）
- 夜の雲（東京四季出版（2007年）ISBN 978-4-8129-0528-9）
- Good-bye 1966→1989（冬青社（2008年）ISBN 978-4-88773-084-7）
- 海辺の扉（ピエ・ブックス（2008年）ISBN 978-4-89444-680-9）
- ノスタルジア（東京四季出版（2008年）ISBN 978-4-8129-0567-8）
- ラッキーストライク（幻冬舎（2009年）ISBN 978-4-344-01741-2）
- 冬の阿修羅（東京四季出版（2009年）ISBN 978-4-8129-0620-0）
- ラジオからビートルズが流れていた （PHP研究所（2011年）ISBN 978-4-569-79487-7）
- Water Jazz（冬青社（2011年）ISBN 978-4-88773-124-0）
- 哀しみを撃て Haikugraphy（東京四季出版（2015年）ISBN 978-4-8129-0887-7）
- THE LONG GOODBYE（志學社（2019年）ISBN 978-4-904180-94-5）
- あれから何処（どこ）へ（東京四季出版（2022年）ISBN 978-4-8129-1044-3）

### 写真・翻訳
- The Beatles in Tokyo 1966（ジャパンタイムズ（1995年）ISBN 978-4-7890-0806-8）

## 映画
- ポートピア'81 ダイエーパビリオン体験劇場『ワールドコースター地球一周19分』（1981年）監修
- キッドナップ・ブルース（ATG、1982年）監督・脚本・撮影・照明
- お葬式（ATG、1984年）モノクロ撮影

## 入選・受賞
- 日本広告写真家協会APA賞（1965年）
- ADC賞及びADC最高賞（1977年、1978年、1981年）
- ACC特別賞（1980年）
- 千葉県文化功労賞受賞（1994年）
- 千葉県建築文化賞受賞（海岸美術館に対して、1995年）

## 出演番組

### テレビ
- サンデーモーニング（TBS、日曜8:00 - 9:55）2017年まで
- ムーブ!（朝日放送、金曜15:49 - 17:54 番組そのものは平日帯）
- スーパーサタデー（東海テレビ、土曜9:55 - 11:25）
- 象印クイズ ヒントでピント（テレビ朝日、日曜19:30 - 20:00）※ 1984年10月14日（第270回） - 1994年9月25日（第708回）まで男性軍キャプテンを務めた[13]。
- スポーツワイドショーNumber（サンテレビジョン、土曜22:00 - 22:54、1981年 - 1982年）
- 制作2部青春ドラマ班（テレビ朝日、1987年）
- 11PM（読売テレビ）
- 欽ちゃんの全日本仮装大賞（日本テレビ 1998年第55回 - 1999年第58回で審査員長となる）
- プレミアムカフェ 海を渡った600体の神仏 ハイビジョンスペシャル 海を渡った600体の神仏 2003年（NHK BSプレミアム 2021年1月20日）
- 関口宏のアロハ・アゲイン（2003年4月12日15:30[14]）

### ラジオ
- ときめきJAZZ喫茶（NHKラジオ第1）
- 土曜の夜はテレフォン・ジャングル（ニッポン放送）
- キャノン・アウトドア・スタジオ〜風に吹かれて〜（エフエム東京）

## テレビCM
- 小杉産業 ジャンセン（ナレーション）
- 日本ビクター（ビデオカセッター）
- キリンビール（缶ビール）
- トヨタ自動車（クレスタ）
- Panasonicエコナビ（冷蔵庫編）

## CD・レコード
- 波〜サーフ・ブレイク・フロム・ジャマイカ（CBSソニー、1977年）
- 湘南哀歌（CBSソニー、1979年）
- 赤とんぼ イン・ニューヨーク（ビクター、1995年）※ プロデュース
- 東京ノスタルジー（キングレコード、1999年）[15]
- ハワイアンコンピレーション『BLUE』（ポニーキャニオン、2001年）※ プロデュース[16]
- Café Saudade（BACIO RECORDS、2002年）※ 監修
- 関口宏『アロハ・アゲイン』（アーティストハウス、2003年）※ 音楽プロデュース
- 赤とんぼノスタルジア（ソニー・ミュージック・ダイレクト、2006年）
- TOKYO HAWAIIAN STYLE 1960（BACIO RECORDS、2009年）